# S-Bahn van Berlijn
De S-Bahn van Berlijn is de oudste S-Bahn (Stadtschnellbahn) van Duitsland. Al in 1882 werd er een stadsnet geëxploiteerd met stoomtractie. In 1924 is begonnen met de elektrificatie. Sinds 1 december 1930 wordt het netwerk 'S-Bahn' genoemd. Toen werd ook het S-logo ingevoerd dat nog steeds wordt gebruikt.
De S-Bahn in Berlijn gebruikt 800 volt gelijkspanning via een derde rail (stroomafname aan de onderzijde). De Berlijnse en Hamburgse S-Bahnen zijn de enige in Duitsland die gebruikmaken van een derde rail. Alle andere S-Bahnnetwerken maken gebruik van het gewone spoorwegnet (met bovenleiding).

## Geschiedenis
De Berlijnse S-Bahn werd door de Deutsche Reichsbahn geëxploiteerd. Na de deling van Duitsland en Berlijn na de Tweede Wereldoorlog werd ook het netwerk in tweeën gedeeld. Beide netten werden echter wel geëxploiteerd door de Oost-Duitse DR. Toen de DDR in 1961 de Berlijnse Muur bouwde, riepen West-Duitse politici en vakbonden de burgers op om de S-Bahn te boycotten. Het aantal reizigers op de West-Berlijnse lijnen nam in de jaren daarna inderdaad af. In Oost-Berlijn bleef de S-Bahn een belangrijk vervoermiddel. Na een staking in 1980 werd een groot deel van het net in West-Berlijn niet meer bereden. De verwaarlozing nam sterk toe.
Op 9 januari 1984 nam de Berliner Verkehrsbetriebe (BVG), o.a. de exploitant van de Berlijnse metro, het West-Berlijnse S-Bahnnet over. Er werd nieuw materieel aangeschaft (Baureihe 480) en het aantal reizigers van dit zieltogende netwerk nam weer wat toe. Na renovatiewerkzaamheden werden sommige stilgelegde lijnen weer in exploitatie genomen.
Na die Wende van 1989/1990 werden ook enkele in 1961 stilgelegde grensoverschrijdende lijnen na drie decennia weer geopend. Hiermee groeide het net in de jaren negentig weer tot een geheel voor heel Berlijn.
Sinds 1994 wordt het gehele net geëxploiteerd door S-Bahn Berlin GmbH, een dochteronderneming van de Deutsche Bahn AG.

## Lijnennet
In 2022 bestaat het Berlijnse S-Bahnnet uit 16 lijnen die gebruikmaken van 340 kilometer spoor. In 2003 maakten 315 miljoen mensen gebruik van de S-Bahn (1,2 miljoen per werkdag).
De drukste trajecten zijn de Stadtbahn (de hooggelegen spoorbaan oost-west), de Noord-zuidtunnel en de Ringbahn, de ringlijn rond de stad. De meeste lijnen hebben een basisfrequentie van 1 trein per 20 minuten, die overdag op sommige trajecten wordt aangevuld tot een tienminutendienst. Door bundeling van lijnen bestaat er op de bovengenoemde hoofdassen een zeer frequente dienst.
De S-Bahn en U-Bahn (de eigenlijke metro) vullen elkaar aan. De vervoersbewijzen zijn op beide netten geldig, op stadsplannen zijn beide netten als gelijkwaardig getekend, beide netten zijn gedeeltelijk boven- en ondergronds. De reiziger ziet eigenlijk maar een verschil tussen een lijn van de S-Bahn en de U-Bahn: de letter die voor het lijnnummer staat. Waar de S-Bahn rijdt, komt de U-Bahn vaak niet en waar de U-Bahn komt rijdt de S-Bahn vaak niet. In het centrum is het U-Bahnnet veel fijnmaziger, maar de S-Bahn rijdt verder de regio in. De U-Bahn vervult vooral in West-Berlijn een belangrijke functie met acht lijnen. In Oost-Berlijn zijn slechts vier U-Bahnlijnen, daar is de rol van de S-Bahn groter, mede dankzij uitbreidingen naar nieuwbouwwijken aan de oostkant sinds de jaren zeventig. Lijn S85 heeft in verband met problemen met het treinmaterieel en personeelsgebrek enige tijd niet gereden. 
De lijnindeling per december 2022:
| Lijn | Traject | Interval |
| ---- | --- | --- |
| S1   | Wannsee - Nikolassee - Schlachtensee - Mexikoplatz - Zehlendorf - Sundgauer Straße - Lichterfelde West - Botanischer Garten - Rathaus Steglitz - Feuerbachstraße - Friedenau - Schöneberg - Julius-Leber-Brücke - Yorckstraße (Großgörschenstr.) - Anhalter Bahnhof - Potsdamer Platz - Brandenburger Tor - Friedrichstraße - Oranienburger Straße - Nordbahnhof - Humboldthain - Gesundbrunnen - Bornholmer Straße - Wollankstraße - Schönholz - Wilhelmsruh - Wittenau - Waidmannslust - Hermsdorf - Frohnau - Hohen Neuendorf - Birkenwerder - Borgsdorf - Lehnitz - Oranienburg | 10 min. (Wannsee - Frohnau) 20 min. (Frohnau - Oranienburg)                                                 |
| S2   | Blankenfelde - Mahlow - Lichtenrade - Schichauweg - Buckower Chausee - Marienfelde - Attilastraße - Priesterweg - Südkreuz - Yorckstraße - Anhalter Bahnhof - Potsdamer Platz - Brandenburger Tor - Friedrichstraße - Oranienburger Straße - Nordbahnhof - Humboldthain - Gesundbrunnen - Bornholmer Straße - Pankow - Pankow-Heinersdorf - Blankenburg - Karow - Buch - Röntgental - Zepernick - Bernau-Friedenstal - Bernau (bei Berlin) | 20 min. (Blankenfelde - Lichtenrade) 10 min. (Lichtenrade - Buch) 20 min. (Buch–Bernau)                     |
| S25  | Teltow Stadt - Lichterfelde Süd - Osdorfer Straße - Lichterfelde Ost - Lankwitz - Südende - Priesterweg - Südkreuz - Yorckstraße - Anhalter Bahnhof - Potsdamer Platz - Brandenburger Tor - Friedrichstraße - Oranienburger Straße - Nordbahnhof - Humboldthain - Gesundbrunnen - Bornholmer Straße - Wollankstraße - Schönholz - Alt-Reinickendorf - Karl-Bonhoeffer-Nervenklinik - Eichborndamm - Tegel - Schulzendorf - Heiligensee - Hennigsdorf | 20 min. |
| S26  | Teltow Stadt - Lichterfelde Süd - Osdorfer Straße - Lichterfelde Ost - Lankwitz - Südende - Priesterweg - Südkreuz - Yorckstraße - Anhalter Bahnhof - Potsdamer Platz - Brandenburger Tor - Friedrichstraße - Oranienburger Straße - Nordbahnhof - Humboldthain - Gesundbrunnen - Bornholmer Straße - Wollankstraße - Schönholz - Wilhelmsruh - Wittenau - Waidmannslust | 20 min. |
| S3   | Spandau - Stresow - Pichelsberg - Olympiastadion - Heerstraße - Messe Süd - Westkreuz - Charlottenburg - Savignyplatz - Zoologischer Garten - Tiergarten - Bellevue - Hauptbahnhof - Friedrichstraße - Hackescher Markt - Alexanderplatz - Jannowitzbrücke - Ostbahnhof - Warschauer Straße - Ostkreuz - Rummelsburg - Betriebsbahnhof Rummelsburg - Karlshorst - Wuhlheide - Köpenick - Hirschgarten - Friedrichshagen - Rahnsdorf - Wilhelmshagen - Erkner | 20 min. |
| S41  | Gesundbrunnen - Schönhauser Allee - Prenzlauer Allee - Greifswalder Straße - Landsberger Allee - Storkower Straße - Frankfurter Allee - Ostkreuz - Treptower Park - Sonnenallee - Neukölln - Hermannstraße - Tempelhof - Südkreuz - Schöneberg - Innsbrucker Platz - Bundesplatz - Heidelberger Platz - Hohenzollerndamm - Halensee - Westkreuz - Messe Nord/ICC - Westend - Jungfernheide - Beusselstraße - Westhafen - Wedding - Gesundbrunnen | 10 min. |
| S42  | Gesundbrunnen - Wedding - Westhafen - Beusselstraße - Jungfernheide - Westend - Messe Nord/ICC - Westkreuz - Halensee - Hohenzollerndamm - Heidelberger Platz - Bundesplatz - Innsbrucker Platz - Schöneberg - Südkreuz - Tempelhof - Hermannstraße - Neukölln - Sonnenallee - Treptower Park - Ostkreuz - Frankfurter Allee - Storkower Straße - Landsberger Allee - Greifswalder Straße - Prenzlauer Allee - Schönhauser Allee - Gesundbrunnen | 10 min. |
| S45  | Südkreuz - Tempelhof - Hermannstraße - Neukölln - Köllnische Heide - Baumschulenweg - Schöneweide - Betriebsbahnhof Schöneweide - Adlershof - Altglienicke - Grünbergallee - Flughafen BER - Terminal 5 - Waßmannsdorf - Flughafen BER - Terminal 1-2 | 20 min. |
| S46  | Westend - Messe Nord/ICC - Westkreuz - Halensee - Hohenzollerndamm - Heidelberger Platz - Bundesplatz - Innsbrucker Platz - Schöneberg - Südkreuz - Tempelhof - Hermannstraße - Neukölln - Köllnische Heide - Baumschulenweg - Schöneweide - Betriebsbahnhof Schöneweide - Adlershof - Grünau - Eichwalde - Zeuthen - Wildau - Königs Wusterhausen | 20 min. |
| S47  | Hermannstraße - Neukölln - Köllnische Heide - Baumschulenweg - Schöneweide - Oberspree - Spindlersfeld | 20 min. |
| S5   | Westkreuz - Charlottenburg - Savignyplatz - Zoologischer Garten - Tiergarten - Bellevue - Hauptbahnhof - Friedrichstraße - Hackescher Markt - Alexanderplatz - Jannowitzbrücke - Ostbahnhof - Warschauer Straße - Ostkreuz - Nöldnerplatz - Lichtenberg - Friedrichsfelde Ost - Biesdorf - Wuhletal - Kaulsdorf - Mahlsdorf - Birkenstein - Hoppegarten - Neuenhagen - Fredersdorf - Petershagen Nord - Strausberg - Strausberg Stadt - Strausberg Nord | 10 min. (Westkreuz - Hoppegarten) 20 min. (Hoppegarten - Strausberg) 40 min. (Strausberg - Strausberg Nord) |
| S7   | Potsdam Hbf - Babelsberg - Griebnitzsee - Wannsee - Nikolassee - Grunewald - Westkreuz - Charlottenburg - Savignyplatz - Zoologischer Garten - Tiergarten - Bellevue - Hauptbahnhof - Friedrichstraße - Hackescher Markt - Alexanderplatz - Jannowitzbrücke - Ostbahnhof - Warschauer Straße - Ostkreuz - Nöldnerplatz - Lichtenberg - Friedrichsfelde Ost - Springpfuhl - Poelchaustraße - Marzahn - Raoul-Wallenberg-Straße - Mehrower Allee - Ahrensfelde | 10 min. |
| S75  | Warschauer Straße - Ostkreuz - Nöldnerplatz - Lichtenberg - Friedrichsfelde Ost - Springpfuhl - Gehrenseestraße - Hohenschönhausen - Wartenberg | 10 min. |
| S8   | Birkenwerder - Hohen Neuendorf - Bergfelde - Schönfließ - Mühlenbeck-Möchmühle - Blankenburg - Pankow-Heinersdorf - Pankow - Bornholmer Straße - Schönhauser Allee - Prenzlauer Allee - Greifswalder Straße - Landsberger Allee - Storkower Straße - Frankfurter Allee - Ostkreuz - Treptower Park - Plänterwald - Baumschulenweg - Schöneweide - Betriebsbahnhof Schöneweide - Adlershof - Grünau - Eichwalde - Zeuthen - Wildau | 20 min. |
| S85  | Pankow - Bornholmer Straße - Schönhauser Allee - Prenzlauer Allee - Greifswalder Straße - Landsberger Allee - Storkower Straße - Frankfurter Allee - Ostkreuz - Treptower Park - Plänterwald - Baumschulenweg - Schöneweide - Betriebsbahnhof Schöneweide - Adlershof - Grünau | 20 min. |
| S9   | Spandau - Stresow - Pichelsberg - Olympiastadion - Heerstraße - Messe Süd - Westkreuz - Charlottenburg - Savignyplatz - Zoologischer Garten - Tiergarten - Bellevue - Hauptbahnhof - Friedrichstraße - Hackescher Markt - Alexanderplatz - Jannowitzbrücke - Ostbahnhof - Warschauer Straße - Treptower Park - Plänterwald - Baumschulenweg - Schöneweide - Betriebsbahnhof Schöneweide - Adlershof - Altglienicke - Grünbergallee - Flughafen BER - Terminal 5 - Waßmannsdorf - Flughafen BER - Terminal 1-2                                                                       | 20 min. |

## Aanbesteding
Op 23 juli 2012 werd bekend dat de deelstaat Berlijn en het VBB Verkehrsverbund Berlin-Brandenburg GmbH een aantal lijnen aan gaan besteden. Het gaat hierbij om de S42, S41, S46, S47 en S8. De lijnen worden iets aangepast en stapsgewijs tussen 15 december 2017 en 13 december 2020 aan de nieuwe vervoerder overgedragen, voor een periode van 15 jaar (tot 31 december 2032). Een optie geeft de mogelijkheid van een verlenging tot 14 december 2047. De lijn S46 wordt in 2017 verlengd van Westend naar Berlin Hauptbahnhof.
Ook wordt een aanbesteding nieuw materieel uitgeschreven voor:
- 73 elektrische 4-wagen treinstellen
- 28 elektrische 2-wagen treinstellen

Hiervoor hebben de volgende bedrijven een offerte ingediend:
- Konsortium Siemens en Stadler Rail
- Bombardier Transportation